# Ronderlin
Ronderlin är en svensk musikgrupp, bildad 1998 i Göteborg.

## Biografi
I mitten av 1990-talet flyttade Johan Lindwall, Kalle Graham och Styrbjörn Ekman från Eksjö till Göteborg i syfte att starta ett nytt band. Efter ett tag anslöt sig Tommy Dannefjord, Per Larsson och Mats Lundqvist 1998 bildades Ronderlin.
Debutalbumet Wave Another Day Goodbye utkom 2003 på Labrador. Därefter bytte bandet skivbolag till Tomt Recordings, på vilket man utgav singeln Aside/Closed Eyes (2006), följt av ytterligare ett studioalbum, The Great Investigation (2007).

## Diskografi

### Album
- 2003 - Wave Another Day Goodbye
- 2007 - The Great Investigation

### Singlar
- 2006 - Aside/Closed Eyes

## Medlemmar
- Johan Lindwall
- Kalle Graham
- Mats Lundqvist
- Per Larsson
- Styrbjörn Ekman
- Tommy Dannefjord

### Fotnoter
1. ↑  ”Ronderlin”. Labrador Records. Arkiverad från originalet den 9 december 2011. https://web.archive.org/web/20111209041812/http://www.labrador.se/artists/ronderlin.php3. Läst 18 december 2011.
2. ↑  ”Ronderlin”. Discogs.com. http://www.discogs.com/artist/Ronderlin. Läst 18 december 2011.